# 福岡県立京都高等学校
福岡県立京都高等学校（ふくおかけんりつ みやここうとうがっこう, 英語: Fukuoka Prefectural Miyako High School）は、福岡県行橋市南大橋四丁目にある公立高等学校。文部科学省よりスーパーグローバルハイスクール（SGH）指定校となる。略称「京都（みやこ）」。

## 概観
学区
福岡県第一学区- 築上郡、豊前市、京都郡、行橋市（ただし、定時制課程は福岡県内全域を通学区域とする）
設置課程・学科
全日制課程普通科および定時制課程普通科を設置している。全日制課程の生徒の大半が国公立大学をはじめとする上級学校への進学を目指す。
校訓
「英知・創造・敬愛」
目指す生徒像
- 志をもって意欲的に学ぶ生徒。
- 自律心と思いやりの心をもつ生徒。
- 困難に立ち向かうことのできるたくましい生徒。

校章・校旗
「京都」の「京」の字を表す構図の中心に「高」の文字を白く浮き上がらせている。
制服
男子は黒の詰襟、長ズボン。女子は濃紺の白い三本線の入ったセーラー服、白のスカーフ、濃紺スカート。中間服は、女子は白ブラウスに紺のネクタイ、校章刺繍入りのジャンパースカート。夏は、白セーラーに濃紺のスカーフ。MIYAKOのロゴいりバッジ、金の六星の中心に「髙」の白が浮かぶ校章、学年章のバッジの3つをつける。
校歌
作詞は島田芳文、作曲は福井直秋による。
また、京都高等女学校時代の校歌と、現在の京都高等学校の校歌がある。
同窓会
「常磐会」（ときわかい）と称する。
イメージマスコット
創立100周年記念を迎え「ワンだふる」と「みやこん」という学校版ゆるキャラが存在している。
指導と目標
「英知、創造、敬愛」の校訓のもと、目標達成に向けて努力する生徒の育成を目指す。スーパーグローバルハイスクール（SGH）指定を受け、「地域のみならず世界を舞台に活躍する将来のグローバル・リーダ ーの育成」をスローガンとし、授業・学校行事・部活指導の中で、一人一人の進路実現を考えた個を大切にする指導を行う。教養を深め自己表現できる生徒育成を目標にしている。また、学校いじめ防止基本方針を掲げている。

## 沿革
歴史
- 1912年（明治45年）- 京都郡立行事実業女学校創立。
- 1917年（大正6年） - 前身となる福岡県京都郡立京都高等女学校を開校[9]。同窓会「常磐会」を発足。
- 1918年（大正7年） - 県立移管により、「福岡県立京都高等女学校」と改称。
- 1919年（大正8年）- 第1回卒業生を送り出す。
- 1921年（大正10年）- 校章を制定。
- 1925年（大正14年）-  「福岡県京都高等女学校」と改称。
- 1927年（昭和2年）- 校歌制定。校章改正。
- 1930年（昭和5年）- 校旗制定。
- 1940年（昭和15年）- 皇紀2600年記念式典。
- 1944年（昭和19年）- 6月、学童疎開決定。8月、学徒動員で各工場へ。
- 1948年（昭和23年） - 学制改革により、福岡県立京都高等学校と改称（当時は女子校である）。
- 1949年（昭和24年） -4月 男女共学となる。校章を制定。11月  生徒会を発足。
- 1950年（昭和25年） - 定時制課程を設置。被服科を設置。第1回文化祭を開催。
- 1951年（昭和26年）- 応援歌の誕生。
- 1952年（昭和27年）- 校歌を制定。
- 1953年（昭和28年） - 商業科を設置。生徒手帳を制定。
- 1957年（昭和32年）- 応援歌を制定。
- 1958年（昭和33年）- 校旗を制定。
- 1960年（昭和35年）- ローマオリンピックで、岡本登(7回生)ハンマー投げに出場。
- 1964年（昭和39年）- 京都体操の誕生。東京オリンピックで、岡本登がハンマー投げ出場。
- 1973年（昭和48年）- 応援団が結成。
- 1981年（昭和56年）- 「緑の日」スタート。
- 1983年（昭和58年）- 玄関前に、常磐会による記念庭園が造園される。
- 1988年（昭和63年）- PTAが文部大臣賞を受賞。校訓である「英知・創造・敬愛」を制定。
- 1991年（平成3年） - 被服科、商業科の募集を停止。全日制課程及び定時制課程において、全て普通科となる。
- 2006年（平成18年）- 文部科学省より、「学力向上拠点形成事業推進校」の指定を受ける。
- 2015年（平成27年） - 文部科学省より、スーパーグローバルハイスクールの指定を受ける[10]。
- 2016年（平成28年） - 創立100周年記念式典の挙行。太陽光発電装置を設置。
- 2022年（令和4年）- 朝課外を廃止、京都システムをスタート。

## 学校行事
自立と協働を学ぶ体験活動
1年生は5月の初旬に、10kmウォークにて、京都高校生として必要な能力を身に付ける事を目的とした集団行動訓練が行われる。
体育大会
6月の初めに行われる。様々な競技や演舞が披露されるが、1年生は「京都体操」という伝統の演舞があり、かなり難しいプログラムの器械体操である。本番では2、3年生の見守る中、全員一糸乱れることなく行われる。
文化祭
9月の第1土曜日、日曜日の2日間行われる。
書道部のパフォーマンスによるオープニングや合唱コンクール、音系文化部による演奏、校内装飾、教室展示等や教員参加の餅付き大会等、賑やかに行われる。
修学旅行
2年生は2学期の11月中旬頃、スキー旅行もしくは東京観光へ行っている。

## 歴代校長
- 初代 - 中川直亮（大正6年3月28日 - 大正9年3月23日）
- 第2代 - 大森実（大正9年3月23日 - 大正10年8月25日）
- 第3代 - 合屋武城（大正10年8月25日 - 大正15年9月27日）
- 第4代 - 小川直熙（大正15年9月27日 - 昭和5年5月22日）
- 第5代 - 松本寛吉（昭和5年5月22日 - 昭和11年3月31日）
- 第6代 - 浜上宝作（昭和11年3月31日 - 昭和15年4月30日）
- 第7代 - 和田熊彦（昭和15年4月30 - 昭和22年5月20日）
- 第8代 - 荻原豊（昭和22年5月20日 - 昭和25年3月31日）
- 第9代 - 八田静夫（昭和25年4月1日 - 昭和27年5月19日）
- 第10代 - 木村利雄（昭和27年5月19日 - 昭和30年5月8日）
- 第11代 - 古谷弘（昭和30年5月8日 - 昭和34年4月6日）
- 第12代 - 大堀孝生（昭和34年4月6日 - 昭和38年4月17日）
- 第13代 - 冨本市平（昭和38年4月17日 - 昭和44年3月31日）
- 第14代 - 田頭喬（昭和44年4月1日 - 昭和47年3月31日）
- 第15代 - 米田栄一（昭和47年4月1日 - 昭和51年3月31日）
- 第16代 - 林真澄（昭和51年4月1日 - 昭和56年3月31日）
- 第17代 - 小袋是郎（昭和56年4月1日 - 昭和59年3月31日）
- 第18代 - 香月晴美（昭和59年4月1日 - 昭和62年3月31日）
- 第19代 - 鳥尾恒美（昭和62年4月1日 - 平成元年3月31日）
- 第20代 - 吉國岩一（平成元年4月1日 - 平成4年3月31日）
- 第21代 - 岡泰司（平成4年4月1日 - 平成6年3月31日）
- 第22代 - 梶原辯二（平成6年4月1日 - 平成9年3月31日）
- 第23代 - 山本隆生（平成9年4月1日 - 平成11年3月31日）
- 第24代 - 山中英彦（平成11年4月1日 - 平成13年3月31日）
- 第25代 - 金光克彦（平成13年4月1日 - 平成14年10月5日）
- 第26代 - 大下一幸（平成14年11月1日 - 平成17年3月31日）
- 第27代 - 大垣洋之（平成17年4月1日 - 平成19年3月31日）
- 第28代 - 亀田陽一（平成19年4月1日 - 平成21年3月31日）
- 第29代 - 武吉恆（平成21年4月1日 - 平成24年3月31日）
- 第30代 - 中村潤（平成24年4月1日 - 平成26年3月31日）
- 第31代 - 高須雅光（平成26年4月1日 - 平成27年3月31日）
- 第32代 - 丸内毅（平成27年4月1日 - 平成28年3月31日）
- 第33代 - 田中浩子（平成28年4月1日 - 平成30年3月31日）
- 第34代 - 木部勝志（平成30年4月1日 - 平成31年3月31日）
- 第35代 - 土田秀夫（平成31年4月1日 - 令和4年3月31日）[15]

## 習熟度クラス編成
- クラス替えは、2年生に上がる時に行われ、文理選択は1年の夏に希望調査をとり、最終的に冬に決める。理系は生物、物理から、文系は世界史、日本史のどちらかを選択。基本的に3年次クラス替えは無い（2年次の成績・進路変更により、変わる場合もある）。
- 授業も科目により、習熟度別に分かれている。

### 京都システム
2022年より、朝課外をなくし、放課後の課外の組み換え、生徒の高校生活の充実を図ることで、意欲的に学べる環境を整える。京都の生徒だから、この形を自分たちの力に変えることができるとして、「志」を持って「夢」を実現する改革をスタート。

### 京都研修
- 2021年10月7日-9日、第1回『令和3年度福岡県立京都高等学校「京都研修」』（京都大学大学院研究科教育学部主催）に30名参加。
- 2022年10月13日-14日、第2回『令和４年度福岡県立京都高等学校「京都研修」（京都大学教育実践コラボレーション・センター）生徒30名参加[17]。

## 部活動
運動部
- バレーボール部
- バスケットボール部
- 野球部
- テニス部
- 陸上部
- 柔道部
- 剣道部
- サッカー部
- バドミントン部
- ダンス・バトン部
- 卓球部
- 水泳部
- 空手部
- レスリング同好会

文化部
- 演劇部
- 華道部
- 琴曲部
- コーラス部
- 茶道部
- 写真部
- 書道部
- 囲碁・将棋部
- 煎茶道部
- 美術部
- 吹奏楽部
- 文芸部
- 放送部
- 料理部
- 英語部（ESS）
- 科学同好会

## 著名な出身者

### 政界
- 松山政司（参議院議員。元外務副大臣、元内閣府特命担当大臣、元一億総活躍担当大臣）
- 山本幸三（衆議院議員。元経済産業副大臣、元内閣府特命担当大臣、九州国際大学講師 - 1991年4月から）
- 田中純（元大蔵官僚。元行橋市長。元福岡県議会議員）
- 村上智信（衆議院議員。元経済産業省官僚）

### 財界
- 市江正彦（スカイマーク代表取締役社長、元日本政策投資銀行取締役常務執行役員）
- 野本弘文（前イッツ・コミュニケーションズ株式会社代表取締役社長、現東京急行電鉄代表取締役社長）[18]
- 加治久典（ハローデイ創業者、元代表取締役社長、元会長）
- 大澤正典（東洋ビジネスエンジニアリング代表取締役社長）
- 宗健（リクルートフォレントインシュア元代表取締役社長）
- 末本博（元空港保安事業本部長、株式会社にしけい常務取締役）
- 三原茂（元苅田町議会議員、三原グループ株式会社代表取締役社長）

### 学術
- 廣門正行（数理学博士、広島市立大学准教授）
- 飯塚徳男（医学博士、広島大学元教授）
- 木下謙治（山口大学名誉教授）
- 小松直樹（医学博士、日本眼科学会専門医）
- 木下宏一（学術博士、九州大学研究員）
- 貞好康志（神戸大学教授）
- 篠原歩（理学博士、東北大学教授）
- 谷本啓司（農学博士・筑波大学教授）
- 土肥寿文（立命館大学准教授）
- 永田潤子（大阪市立大学教授、元海上保安官）
- 長津美代子（社会科学博士、群馬大学名誉教授）[19]
- 平尾元彦（経済学博士、山口大学教授）
- 向正樹（文学博士、同志社大学准教授）

### 教育
- 品川洋子（教育者）
- 大江恵子（教育者）

### 文化
- 長野隆（小説家・弘前大学前教授）
- 大石千代子（小説家・第9回芥川賞候補者）
- 阿木津英（歌人）
- 神尾久美子（俳人）
- しいたけ（イラストレーター、絵本作家）
- 原田康子（画家、千葉県美術会理事）
- 増田信敏（画家）
- 吉田次郎（ジャズ・クラシックギタリスト)
- 臼井啓吉（歌手 ザ・カーナビーツ）
- 井上久男（ジャーナリスト）
- 高田三平（画家、陶芸家）

### スポーツ
- 岡本登（ローマオリンピック、東京オリンピックハンマー投げ選手）
- 高野一彦（元プロ野球選手・東映フライヤーズ）
- 竹井奈美（ボートレーサー）[20]
- 鳥井田淳（コンディショニングコーチ、福岡ソフトバンクホークス）[21]
- 屏道夫（元プロ野球選手・巨人）
- 米村尊（バレーボール選手・元奈良NBKドリーマーズ・つくばユナイテッドSun GAIA、ヴィアティン三重バレーボールチーム）
- 渡辺修（J3テゲバジャーロ宮崎・強化部）

### その他
- 倉光秀彰（駐モロッコ大使、元駐コートジボワール大使、元モントリオール総領事）

## 著名な教員
- 岡田清隆（アートディレクター・美術講師）
- 杉尾玄有（山口大学名誉教授・正四位・瑞宝中綬章受賞者・教員）
- 杉田久女（俳人・京都高等女学校)[22]
- 中川直亮（京都高等女学校校長、元横浜市教育課長）
- 中村天邨（歴史家、教員）
- 能登原盛弘（名古屋市立大学名誉教授・数学教員）
- 藤井清水（音楽家・京都高等女学校・音楽教員）

## アクセス
- 最寄りの鉄道駅
  - JR九州 日豊本線 「行橋駅」、「南行橋駅」
  - 平成筑豊鉄道田川線令和コスタ行橋駅
- 最寄りバス停留所
  - 太陽交通 「京都高校前」バス停
- 最寄りの道路
  - 国道496号、「京都高校前」交差点
  - 福岡県道28号直方行橋線